# Koray Şahin
Koray Şahin (Ankara, 17 maggio 1993) è un pallavolista turco, di ruolo centrale.

## Biografia
È il fratello maggiore del pallavolista Umut Şahin.

## Carriera

### Club
La carriera di Koray Şahin inizia nel settore giovanile dello SGK, dove gioca finché nel 2010 entra a far parte della formazione federale del TVF Spor Lisesi. Nella stagione 2011-12 approda in Voleybol 1. Ligi, ingaggiato dallo Ziraat Bankası, col quale ottiene il terzo posto nel campionato 2014-15, venendo anche premiato come miglior muro del torneo; nel corso delle nove annate col club di Ankara si aggiudica inoltre la BVA Cup 2018.
Nel campionato 2020-21 inizia l'annata col Sorgun, che lascia nell'ottobre 2020 per trasferirsi al Solhan.

### Nazionale
Dopo aver giocato nelle selezioni giovanili turche, nel 2012 debutta in nazionale maggiore in occasione della European League.

## Palmarès

### Club
- BVA Cup: 1

2018

### Premi individuali
- 2015 - Voleybol 1. Ligi: Miglior muro